# Trstice
Trstice este o comună slovacă, aflată în districtul Galanta din regiunea Trnava. Localitatea se află la altitudinea de 111 m deasupra n.m., se întinde pe o suprafață de 20,27 km2 și în 2017 număra 3.741 de locuitori.
Localitatea este înfrățită cu Újbuda.

## Istoric
Localitatea Trstice este atestată documentar din 1554.

## Demografie
| An:                | 1994 | 2004   | 2014   | 2024   |
| ------------------ | ---- | ------ | ------ | ------ |
| Număr de persoane: | 3741 | 3746   | 3739   | 3816   |
| Diferență:         |      | +0,13% | −0,18% | +2,05% |

| An:                | 2023 | 2024   |
| ------------------ | ---- | ------ |
| Număr de persoane: | 3857 | 3816   |
| Diferență:         |      | −1,06% |